# 宇城市立豊川小学校
宇城市立豊川小学校（うきしりつ とよかわしょうがっこう）は、熊本県宇城市松橋町南豊崎にある公立小学校。

## 沿革
- 1875年（明治8年）4月 - 松崎校・南豊崎校・豊崎校・御船校が合併して公立豊崎小学校を創立。浅川校・砂川校が合併して磯田小学校を創立
- 1890年（明治23年） - 公立豊崎小学校を豊川尋常小学校と改称
- 1894年（明治27年）4月 - 磯田尋常小学校を合併し、浅川区に移転
- 1905年（明治38年）4月 - 豊川尋常高等小学校と改称
- 1908年（明治41年）4月1日 - 豊川尋常小学校と改称
- 1918年（大正7年）4月1日 - 豊川尋常高等小学校と改称
- 1941年（昭和16年） - 豊川国民学校と改称
- 1947年（昭和22年） - 豊川村立豊川小学校と改称、豊川中学校設置
- 1954年（昭和29年） - 町村合併により松橋町立豊川小学校と改称
- 2005年（平成17年） - 町村合併により宇城市立豊川小学校と改称

## 関係機関
- 宇城市立松橋中学校